# 和歌山市
和歌山市（わかやまし）は、和歌山県の北部に位置する都市。和歌山県の県庁所在地及び県内で人口が最多の市で、中核市に指定されている。
政令指定都市でないものの、人口密度は政令指定都市である仙台市や広島市などよりも高い。

## 概要

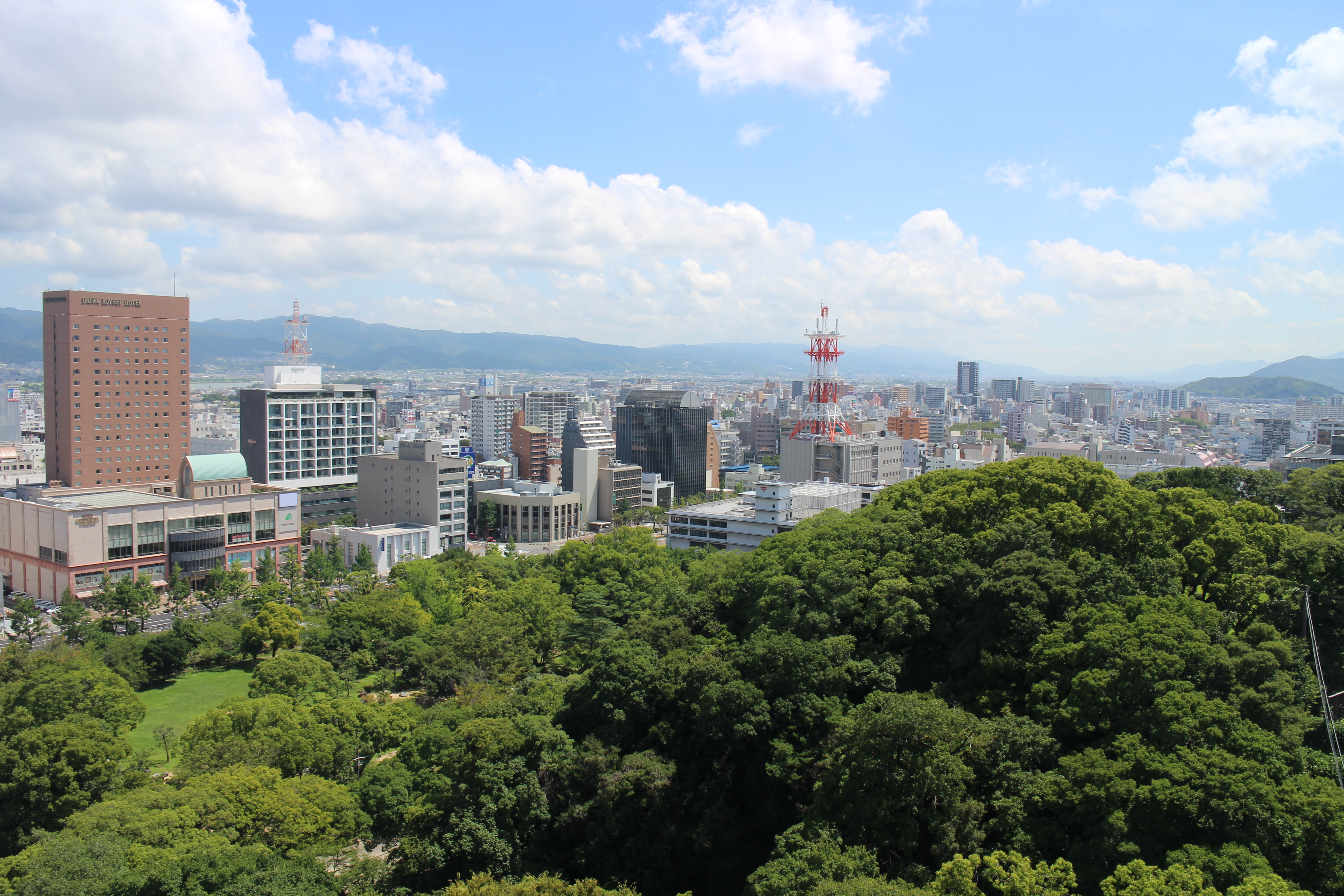
和歌山城から見た和歌山市のスカイライン

県人口の約40%が暮らしている。中世には海南市の一部とともに「雑賀の里」と称された。江戸時代には徳川家の御三家の一つである紀伊徳川家が治める和歌山藩の城下町として栄え、「若山」とも表記された。戦前には、中心市街地のぶらくり丁商店街は大阪・ミナミと比肩する繁華街として栄華を極めたが、現在はシャッター商店街に衰退している。

## 地理

和歌山市中心部周辺の空中写真。
2008年5月3日撮影の84枚を合成作成。。

### 位置
紀の川の河口に位置し、中心市街地は左岸に形成されている。

### 地形

#### 河川
主な川
- 紀の川
- 市堀川
- 和歌川
- 大門川
- 真田堀川
- 有本川

#### 海域
- 紀伊水道 - 今後発生が予測される南海トラフ巨大地震の際には、最大6mの津波が到達することが予想されている[4]。

### 気候
瀬戸内海式気候である。
- 気温 - 最高38.5℃（2013年〈平成25年〉8月11日）、最低-6.0℃（1945年〈昭和20年〉1月28日）
- 最大日降水量 - 353.5ミリメートル（2000年〈平成12年〉9月11日）
- 最大瞬間風速 - 57.4メートル（2018年〈平成30年〉9月4日）
- 最深積雪 - 40センチメートル（1883年〈明治16年〉2月8日）
- 夏日最多日数 - 159日（1998年〈平成10年〉）
- 真夏日最多日数 - 89日（2024年〈令和6年〉）
- 猛暑日最多日数 - 23日（2024年〈令和6年〉）
- 熱帯夜最多日数 - 69日（2024年〈令和6年〉）
- 冬日最多日数 - 51日（1945年〈昭和20年〉）

| 和歌山市（和歌山地方気象台、標高14m）の気候                      | 和歌山市（和歌山地方気象台、標高14m）の気候 | 和歌山市（和歌山地方気象台、標高14m）の気候 | 和歌山市（和歌山地方気象台、標高14m）の気候 | 和歌山市（和歌山地方気象台、標高14m）の気候 | 和歌山市（和歌山地方気象台、標高14m）の気候 | 和歌山市（和歌山地方気象台、標高14m）の気候 | 和歌山市（和歌山地方気象台、標高14m）の気候 | 和歌山市（和歌山地方気象台、標高14m）の気候 | 和歌山市（和歌山地方気象台、標高14m）の気候 | 和歌山市（和歌山地方気象台、標高14m）の気候 | 和歌山市（和歌山地方気象台、標高14m）の気候 | 和歌山市（和歌山地方気象台、標高14m）の気候 | 和歌山市（和歌山地方気象台、標高14m）の気候 |
| 月                                                               | 1月                                         | 2月                                         | 3月                                         | 4月                                         | 5月                                         | 6月                                         | 7月                                         | 8月                                         | 9月                                         | 10月                                        | 11月                                        | 12月                                        | 年                                          |
| ---------------------------------------------------------------- | ------------------------------------------- | ------------------------------------------- | ------------------------------------------- | ------------------------------------------- | ------------------------------------------- | ------------------------------------------- | ------------------------------------------- | ------------------------------------------- | ------------------------------------------- | ------------------------------------------- | ------------------------------------------- | ------------------------------------------- | ------------------------------------------- |
| 最高気温記録 °C （°F）                                           | 21.2 (70.2)                                 | 22.0 (71.6)                                 | 24.5 (76.1)                                 | 30.0 (86)                                   | 32.4 (90.3)                                 | 35.3 (95.5)                                 | 37.8 (100)                                  | 38.5 (101.3)                                | 35.8 (96.4)                                 | 32.3 (90.1)                                 | 27.7 (81.9)                                 | 25.2 (77.4)                                 | 38.5 (101.3)                                |
| 平均最高気温 °C （°F）                                           | 9.8 (49.6)                                  | 10.7 (51.3)                                 | 14.3 (57.7)                                 | 19.7 (67.5)                                 | 24.3 (75.7)                                 | 27.1 (80.8)                                 | 31.1 (88)                                   | 32.6 (90.7)                                 | 29.0 (84.2)                                 | 23.4 (74.1)                                 | 17.9 (64.2)                                 | 12.5 (54.5)                                 | 21.0 (69.8)                                 |
| 日平均気温 °C （°F）                                             | 6.2 (43.2)                                  | 6.7 (44.1)                                  | 9.9 (49.8)                                  | 15.1 (59.2)                                 | 19.7 (67.5)                                 | 23.2 (73.8)                                 | 27.2 (81)                                   | 28.4 (83.1)                                 | 24.9 (76.8)                                 | 19.3 (66.7)                                 | 13.8 (56.8)                                 | 8.6 (47.5)                                  | 16.9 (62.4)                                 |
| 平均最低気温 °C （°F）                                           | 2.9 (37.2)                                  | 3.1 (37.6)                                  | 5.8 (42.4)                                  | 10.7 (51.3)                                 | 15.6 (60.1)                                 | 20.1 (68.2)                                 | 24.3 (75.7)                                 | 25.1 (77.2)                                 | 21.5 (70.7)                                 | 15.6 (60.1)                                 | 9.9 (49.8)                                  | 5.1 (41.2)                                  | 13.3 (55.9)                                 |
| 最低気温記録 °C （°F）                                           | −6.0 (21.2)                                 | −5.4 (22.3)                                 | −4.0 (24.8)                                 | −1.4 (29.5)                                 | 3.7 (38.7)                                  | 9.0 (48.2)                                  | 14.4 (57.9)                                 | 13.5 (56.3)                                 | 11.2 (52.2)                                 | 4.3 (39.7)                                  | −0.6 (30.9)                                 | −3.0 (26.6)                                 | −6.0 (21.2)                                 |
| 降水量 mm （inch）                                               | 48.7 (1.917)                                | 62.0 (2.441)                                | 96.9 (3.815)                                | 98.4 (3.874)                                | 146.6 (5.772)                               | 183.5 (7.224)                               | 175.8 (6.921)                               | 101.8 (4.008)                               | 181.3 (7.138)                               | 160.8 (6.331)                               | 95.9 (3.776)                                | 62.7 (2.469)                                | 1,414.4 (55.685)                            |
| 降雪量 cm （inch）                                               | 0 (0)                                       | 1 (0.4)                                     | 0 (0)                                       | 0 (0)                                       | 0 (0)                                       | 0 (0)                                       | 0 (0)                                       | 0 (0)                                       | 0 (0)                                       | 0 (0)                                       | 0 (0)                                       | 0 (0)                                       | 1 (0.4)                                     |
| 平均降水日数 （≥0.5mm）                                          | 7.2                                         | 7.9                                         | 10.3                                        | 10.0                                        | 10.4                                        | 12.5                                        | 10.6                                        | 7.2                                         | 10.2                                        | 9.6                                         | 7.3                                         | 7.7                                         | 111.1                                       |
| 平均降雪日数 （≥0cm）                                            | 8.8                                         | 8.7                                         | 2.1                                         | 0                                           | 0                                           | 0                                           | 0                                           | 0                                           | 0                                           | 0                                           | 0                                           | 5.7                                         | 25.4                                        |
| % 湿度                                                           | 61                                          | 61                                          | 60                                          | 61                                          | 64                                          | 72                                          | 73                                          | 70                                          | 69                                          | 67                                          | 66                                          | 63                                          | 66                                          |
| 平均月間日照時間                                                 | 135.8                                       | 143.1                                       | 179.6                                       | 196.9                                       | 207.6                                       | 157.6                                       | 206.1                                       | 239.9                                       | 173.2                                       | 169.9                                       | 147.7                                       | 135.4                                       | 2,100.1                                     |
| 出典：気象庁（平均値：1991年 - 2020年、気温極値：1879年 - 現在） |                                             |                                             |                                             |                                             |                                             |                                             |                                             |                                             |                                             |                                             |                                             |                                             |                                             |

### 地域
和歌山市の中心市街地には、城下町としての名残を留めた小さな町が点在し、町名に「○○丁」と「○○町」とが混在する。丁は「ちょう」と読んでかつての武家町を、町は「まち」と読み同じく町人町を表す（一部「町」でも「ちょう」と読む例あり）。

### 人口
1985年（昭和60年）の国勢調査で40万1352人を記録して以降は減少傾向となっている。2021年（令和3年）の人口は約35万5000人。
| |                                          |  |
| 和歌山市と全国の年齢別人口分布（2005年） | 和歌山市の年齢・男女別人口分布（2005年） |  |
| ■紫色 ― 和歌山市 ■緑色 ― 日本全国 | ■青色 ― 男性 ■赤色 ― 女性                |  |
| 和歌山市（に相当する地域）の人口の推移 \| 1970年（昭和45年） \| 365,267人 \| \| \| 1975年（昭和50年） \| 389,717人 \| \| \| 1980年（昭和55年） \| 400,802人 \| \| \| 1985年（昭和60年） \| 401,352人 \| \| \| 1990年（平成2年） \| 396,553人 \| \| \| 1995年（平成7年） \| 393,885人 \| \| \| 2000年（平成12年） \| 386,551人 \| \| \| 2005年（平成17年） \| 375,591人 \| \| \| 2010年（平成22年） \| 370,364人 \| \| \| 2015年（平成27年） \| 364,154人 \| \| \| 2020年（令和2年） \| 356,729人 \| \| |                                          |  |
| 総務省統計局 国勢調査より |                                          |  |
| 1970年（昭和45年） | 365,267人                                |  |
| 1975年（昭和50年） | 389,717人                                |  |
| 1980年（昭和55年） | 400,802人                                |  |
| 1985年（昭和60年） | 401,352人                                |  |
| 1990年（平成2年） | 396,553人                                |  |
| 1995年（平成7年） | 393,885人                                |  |
| 2000年（平成12年） | 386,551人                                |  |
| 2005年（平成17年） | 375,591人                                |  |
| 2010年（平成22年） | 370,364人                                |  |
| 2015年（平成27年） | 364,154人                                |  |
| 2020年（令和2年） | 356,729人                                |  |

### 地区
和歌山市には42の地区があり、それぞれの地区には支所・連絡所が設置されている。和歌山市には、平成28年4月1日時点で1147の自治会があり、さらにこれが一定の地区ごとにまとまった42の連合自治会がある。また、42の連合自治会が10のブロックを構成し各ブロック内で複数の連合自治会が有機的につながり、住民自治が進められている。そこで、和歌山市における地域別計画において、この10ブロックに区分されている。
|              | 地区名 | 人口（人） | 面積（km2） | 人口密度（人/km2） | 支所・連絡所・市役所の住所 |
| ------------ | ------ | ---------- | ----------- | ------------------ | -------------------------- |
| 第1ブロック  | 加太   | 2,887      | 16.68       | 173.08             | 和歌山市加太2692           |
| 第1ブロック  | 西脇   | 12,986     | 8.12        | 1599.26            | 和歌山市西庄1016-90        |
| 第1ブロック  | 木本   | 17,908     | 4.24        | 4223.58            | 和歌山市木ノ本127-2        |
| 第1ブロック  | 松江   | 9,442      | 3.74        | 2524.60            | 和歌山市松江中3丁目4-17    |
| 第2ブロック  | 貴志   | 20,173     | 7.50        | 2689.73            | 和歌山市向88-1             |
| 第2ブロック  | 野崎   | 16,614     | 3.36        | 4944.64            | 和歌山市野崎194-1          |
| 第2ブロック  | 湊     | 2,998      | 4.67        | 641.97             | 和歌山市湊3丁目8-21        |
| 第2ブロック  | 楠見   | 19,461     | 7.31        | 2662.24            | 和歌山市楠見中98-7         |
| 第3ブロック  | 有功   | 16,393     | 7.62        | 2151.31            | 和歌山市園部1456-1         |
| 第3ブロック  | 直川   | 3,752      | 9.41        | 398.72             | 和歌山市直川1254           |
| 第3ブロック  | 紀伊   | 10,094     | 12.68       | 796.06             | 和歌山市弘西1034-1         |
| 第3ブロック  | 山口   | 3,103      | 12.88       | 240.92             | 和歌山市里146-2            |
| 第3ブロック  | 川永   | 5,932      | 4.29        | 1382.75            | 和歌山市楠本283            |
| 第4ブロック  | 四箇郷 | 16,825     | 4.21        | 3996.44            | 和歌山市有本186-3          |
| 第4ブロック  | 西和佐 | 5,956      | 5.40        | 1102.96            | 和歌山市栗栖72             |
| 第4ブロック  | 和佐   | 6,189      | 7.29        | 848.97             | 和歌山市井ノ口255-1        |
| 第4ブロック  | 小倉   | 7,971      | 11.66       | 683.62             | 和歌山市新庄45-2           |
| 第5ブロック  | 三田   | 7,300      | 2.88        | 2534.72            | 和歌山市坂田286            |
| 第5ブロック  | 岡崎   | 9,055      | 5.68        | 1594.19            | 和歌山市森小手穂1262-1     |
| 第5ブロック  | 安原   | 8,986      | 9.98        | 900.40             | 和歌山市桑山38-1           |
| 第5ブロック  | 西山東 | 5,139      | 5.92        | 868.07             | 和歌山市吉礼342-2          |
| 第5ブロック  | 東山東 | 2,998      | 15.39       | 194.80             | 和歌山市山東中51           |
| 第6ブロック  | 宮北   | 6,577      | 0.99        | 6643.43            | 和歌山市黒田205-2          |
| 第6ブロック  | 宮     | 23,026     | 4.71        | 4888.75            | 和歌山市太田2丁目1-26      |
| 第6ブロック  | 宮前   | 15,692     | 3.49        | 4496.28            | 和歌山市北中島1丁目7-1     |
| 第7ブロック  | 雑賀崎 | 1,278      | 1.12        | 1141.07            | 和歌山市雑賀崎1286         |
| 第7ブロック  | 雑賀   | 17,250     | 4.83        | 3571.43            | 和歌山市西浜1丁目4-48      |
| 第7ブロック  | 田野   | 626        | 0.34        | 1841.18            | 和歌山市田野343            |
| 第7ブロック  | 和歌浦 | 8,696      | 3.04        | 2860.53            | 和歌山市和歌浦西2丁目1-19  |
| 第7ブロック  | 名草   | 18,767     | 7.98        | 2351.75            | 和歌山市紀三井寺673-1      |
| 第8ブロック  | 砂山   | 7,274      | 2.61        | 2786.97            | 和歌山市砂山南2丁目1-4     |
| 第8ブロック  | 今福   | 3,999      | 0.45        | 8886.67            | 和歌山市今福2丁目2-88      |
| 第8ブロック  | 吹上   | 5,883      | 1.24        | 4744.35            | 和歌山市堀止東1丁目6-17    |
| 第8ブロック  | 高松   | 7,889      | 1.20        | 6574.17            | 和歌山市東高松2丁目4-46    |
| 第9ブロック  | 雄湊   | 5,504      | 1.07        | 5143.93            | 和歌山市伝法橋南ノ丁16     |
| 第9ブロック  | 城北   | 4,395      | 1.51        | 2910.60            | 和歌山市西鍛冶屋町7        |
| 第9ブロック  | 本町   | 3,400      | 0.67        | 5074.63            | 和歌山市北桶屋町7          |
| 第9ブロック  | 中之島 | 6,830      | 1.43        | 4776.22            | 和歌山市中之島1495         |
| 第10ブロック | 広瀬   | 5,448      | 0.80        | 6810.00            | 和歌山市広瀬中ノ丁1丁目16  |
| 第10ブロック | 芦原   | 2,292      | 0.63        | 3638.10            | 和歌山市雄松町4丁目18-2    |
| 第10ブロック | 大新   | 2,989      | 0.58        | 5153.45            | 和歌山市新大工町23         |
| 第10ブロック | 新南   | 4,177      | 0.70        | 5967.14            | 和歌山市木広町4丁目23      |
| 計           | 計     | 364,154    | 210.30      | 1731.59            | 和歌山市七番丁23           |

### 隣接自治体
和歌山県
- 海南市
- 紀の川市
- 岩出市

大阪府
- 阪南市
- 泉南郡：岬町

兵庫県
- 洲本市（紀淡海峡を挟んで）

徳島県
- 徳島市（紀伊水道を挟んで）
- 小松島市（同上）

## 歴史

徳川吉宗騎乗像
（和歌山城南西）

### 先史
- 5世紀-7世紀 - 岩橋千塚古墳群が築造される。

### 古代
- 宝亀元年（770年） - 唐僧・為光により護国院（紀三井寺）が開創されたと伝える。

### 近世
- 天正8年（1580年） - 本願寺顕如が石山本願寺から本願寺鷺森別院に本拠を移す[1]。
- 天正13年（1585年） - 豊臣秀吉の命を受けた豊臣秀長による和歌山城築城開始。古代からの名勝地「和歌浦」に対して、秀吉が「和歌山」と命名したことに由来する。「紀州征伐」も参照。
- 慶長5年（1600年） - 関ヶ原で徳川氏に味方した浅野幸長が紀伊国和歌山37万6000石で和歌山城に入城。
- 元和5年7月19日（1619年8月28日） - 徳川頼宣が紀伊国和歌山55万5000石で和歌山城に入城し、紀伊徳川家を創設。

### 近代
明治
- 1909年（明治42年） - 市章制定。

大正
- 1922年（大正11年） - 初代「和歌山市歌」制定。

昭和
- 1935年（昭和10年） - 2代目「和歌山市歌」制定。
- 1940年（昭和15年） - 皇紀2600年記念で3代目「和歌山市歌」制定。
- 1945年（昭和20年）7月9日 - 和歌山大空襲、旧国宝和歌山城天守焼失。

### 現代
昭和
- 1945年（昭和20年）9月23日 - 市内にアメリカ軍第6軍第1軍団が水陸両用車で上陸[13]。
- 1947年（昭和22年）6月7日から8日 - 昭和天皇が和歌山城址、和歌山高等女学校、新南小学校などに行幸（昭和天皇の戦後巡幸）[14]。
- 1955年（昭和30年）7月5日 - 市制66周年を記念し4代目の現「和歌山市市歌」を制定。作詞・佐藤春夫、作曲・山田耕筰。
- 1958年（昭和33年）10月1日 - 和歌山城天守再建。
- 1965年（昭和40年）9月14日 - 台風24号に刺激を受けた秋雨前線により集中豪雨。14日の時点で加太、和歌浦地区などで床上浸水413戸以上、床下浸水1820戸以上[15]。
- 1966年（昭和41年）11月3日 - 市民憲章制定。

平成
- 1997年（平成9年）4月1日 - 中核市に指定。
- 2007年（平成19年） - 「和歌山市中心市街地活性化基本計画」が内閣総理大臣によって認定。

令和
- 2021年（令和3年）10月3日 - 六十谷水管橋の一部が崩落し市内の4割にあたる約6万世帯（約13万8000人）の居住地域に断水などの影響が発生[16]。

### 行政区画の変遷
編入した町村の所属郡は、特記以外は全て海草郡。
- 1879年（明治12年）1月20日 - 郡区町村編制法の和歌山県での施行により、名草郡・海部郡和歌山城下の区域をもって和歌山区が発足。
- 1889年（明治22年）4月1日 - 市制の施行により、和歌山区の区域をもって和歌山市が発足。
- 1927年（昭和2年）4月1日 - 雑賀村を編入。
- 1927年（昭和2年）11月1日 - 宮村を編入。
- 1933年（昭和8年）6月1日 - 和歌浦町・鳴神村・中ノ島村・岡町村・四箇郷村・雑賀崎村・宮前村を編入。
- 1940年（昭和15年）2月1日 - 湊村・野崎村・三田村を編入。
- 1940年（昭和15年）4月1日 - 紀三井寺町を編入。
- 1942年（昭和17年）7月1日 - 松江村・木ノ本村・貴志村・楠見村を編入。
- 1955年（昭和30年）1月1日 - 西和佐村・岡崎村を編入。
- 1956年（昭和31年）9月1日 - 西脇町・和佐村・安原村・西山東村・東山東村を編入。
- 1958年（昭和33年）4月1日 - 有功村・直川村・川永村・那賀郡小倉村を編入。
- 1958年（昭和33年）7月1日 - 加太町を編入。
- 1959年（昭和34年）1月1日 - 山口村を編入。
- 1959年（昭和34年）4月1日 - 紀伊村を編入。

## 行政

### 市長
歴代市長
| 和歌山市官選市長 |    |                                |                           |    |          |                                                             | |
| 代               | 人 | 氏名                           | 在職期間                  | 期 | 出身地   | 学職歴                                                      | 備考 |
| 1                | 1  | 長屋喜弥太 ながや きやた       | 1889年4月1日 - 1897年     |    | 和歌山藩 | 和歌山区長                                                  | |
| 2                | 2  | 加藤杲 かとう あきら           | 1897年 - 1915年           |    |          |                                                             | |
| 3                | 3  | 遠藤慎司 えんどう しんじ       | 1915年 - 1923年           |    |          |                                                             | |
| 4                | 4  | 紀俊秀 きい としひで           | 1923年 - 1931年           |    |          | 貴族院議員                                                  | 旧紀伊国造家（旧男爵）出身 |
| 5                | 5  | 渡辺行太郎 わたなべ いくたろう | 1931年 - 1935年           |    |          |                                                             | |
| 6                | 6  | 有川定一 ありかわ ていいち     | 1935年 - 1936年           |    |          |                                                             | |
| 7                | 7  | 田口易之 たぐち やすゆき       | 1936年 - 1946年           |    |          |                                                             | |
| 8                | 8  | 鈴木康四郎 すずき こうしろう   | 1946年 - 1947年           | 1  | 和歌山県 | 和歌山県立田辺中学校卒 和歌山市助役                         | 退任後、和歌山県議会議員 |
| 和歌山市公選市長 |    |                                |                           |    |          |                                                             | |
| 代               | 人 | 氏名                           | 在職期間                  | 期 | 出身地   | 学職歴                                                      | 備考 |
| 1-5              | 1  | 高垣善一 たかがき ぜんいち     | 1947年 - 1966年5月31日    | 5  | 和歌山県 | 関西大学法文学部・経商学部卒 和歌山市議会議長               | 任期途中で死去。 |
| 6-10             | 2  | 宇治田省三 うじた しょうぞう   | 1966年 - 1986年           | 5  | 和歌山県 | 立命館大学法文学部卒 和歌山県議会議員                       | 6選を目指して立候補した市長選挙で落選し退任。 |
| 11-13            | 3  | 旅田卓宗 たびた たくそう       | 1986年 - 1995年12月       | 3  | 和歌山県 | 和歌山県立和歌山工業高等学校卒 和歌山県議会議員             | 任期途中で辞職し、和歌山県知事選に立候補するも落選。 |
| 14               | 4  | 尾崎吉弘 おざき よしひろ       | 1995年12月 - 1998年       | 1  | 和歌山県 | 和歌山県立桐蔭高等学校卒 和歌山県議会議員                   | 収賄事件で逮捕・辞職。 |
| 15               | 3  | 旅田卓宗 たびた たくそう       | 1999年1月 - 2002年8月     | 1  | 和歌山県 | 和歌山工業高等学校卒 和歌山市議会議員                       | 任期途中で辞職し、出直し市長選に立候補するも落選。 その後、市長在任中の収賄容疑で逮捕・起訴。 勾留中に市議選に立候補して当選。 市議在任中に最高裁で刑が確定して失職。 |
| 16-18            | 5  | 大橋建一 おおはし けんいち     | 2002年8月 - 2014年8月24日 | 3  | 和歌山県 | 東京大学文学部卒 毎日新聞記者                               | |
| 19-20            | 6  | 尾花正啓 おばな まさひろ       | 2014年8月25日 - 現職      | 3  | 和歌山県 | 東京大学農学部・工学部卒 和歌山県庁（最終職は県土整備部長） | |

## 議会

### 市議会
- 定数 - 38人
- 任期 - 2023年5月2日から2027年5月1日まで
- 議長 - 芝本和己（2025年6月12日現在）
- 副議長 - 西風章世（2025年6月12日現在）

| 会派名                     | 議員数 |
| -------------------------- | ------ |
| 創和クラブ                 | 13     |
| 公明党議員団               | 8      |
| 民主クラブ                 | 5      |
| 和歌山興志クラブ           | 4      |
| 日本共産党和歌山市会議員団 | 3      |
| 日本維新の会               | 2      |
| 無所属                     | 1      |
| 欠員                       | 2      |

### 県議会
- 定数：15名
- 選挙区：和歌山市選挙区
- 任期：2023年4月30日 - 2027年4月29日

| 議員名     | 会派名           | 備考             |
| ---------- | ---------------- | ---------------- |
| 森礼子     | 自由民主党県議団 |                  |
| 小川浩樹   | 公明党県議団     |                  |
| 中尾友紀   | 公明党県議団     |                  |
| 尾崎太郎   | 自由民主党県議団 |                  |
| 山下直也   | 自由民主党県議団 |                  |
| 林隆一     | 日本維新の会     |                  |
| 岩井弘次   | 公明党県議団     |                  |
| 長坂隆司   | 改新クラブ       | 党籍は無所属     |
| 藤本眞利子 | 改新クラブ       | 党籍は無所属     |
| 浦口高典   | 改新クラブ       | 党籍は国民民主党 |
| 片桐章浩   | 改新クラブ       | 党籍は無所属     |
| 新島雄     | 自由民主党県議団 |                  |
| 井出益弘   | 自由民主党県議団 |                  |
| 浦平美博   | 日本維新の会     |                  |
| 奥村規子   | 日本共産党県議団 |                  |

### 衆議院
- 選挙区：和歌山1区（和歌山市）
- 任期：2023年4月25日 - 2025年10月30日
- 投票日：2023年4月23日

当日有権者数：304,221人　最終投票率：44.11%

| 当落 | 候補者名 | 年齢 | 所属党派       | 新旧 | 得票数   | 得票率 | 推薦・支持                 |
| ---- | -------- | ---- | -------------- | ---- | -------- | ------ | -------------------------- |
| 当   | 林佑美   | 41   | 日本維新の会   | 新   | 61,720票 | 47.47% |                            |
|      | 門博文   | 57   | 自由民主党     | 元   | 55,657票 | 42.80% | 公明党推薦                 |
|      | 国重秀明 | 62   | 日本共産党     | 新   | 11,178票 | 8.60%  | 社会民主党和歌山県連合支持 |
|      | 山本貴平 | 48   | 政治家女子48党 | 新   | 1,476票  | 1.14%  |                            |

## 施設

### 文化施設
- 和歌山県立紀伊風土記の丘 - 登録博物館
- 和歌山県立近代美術館
- 和歌山県立博物館
- 和歌山市立博物館
- 和歌山市立こども科学館
- 和歌山県書道資料館

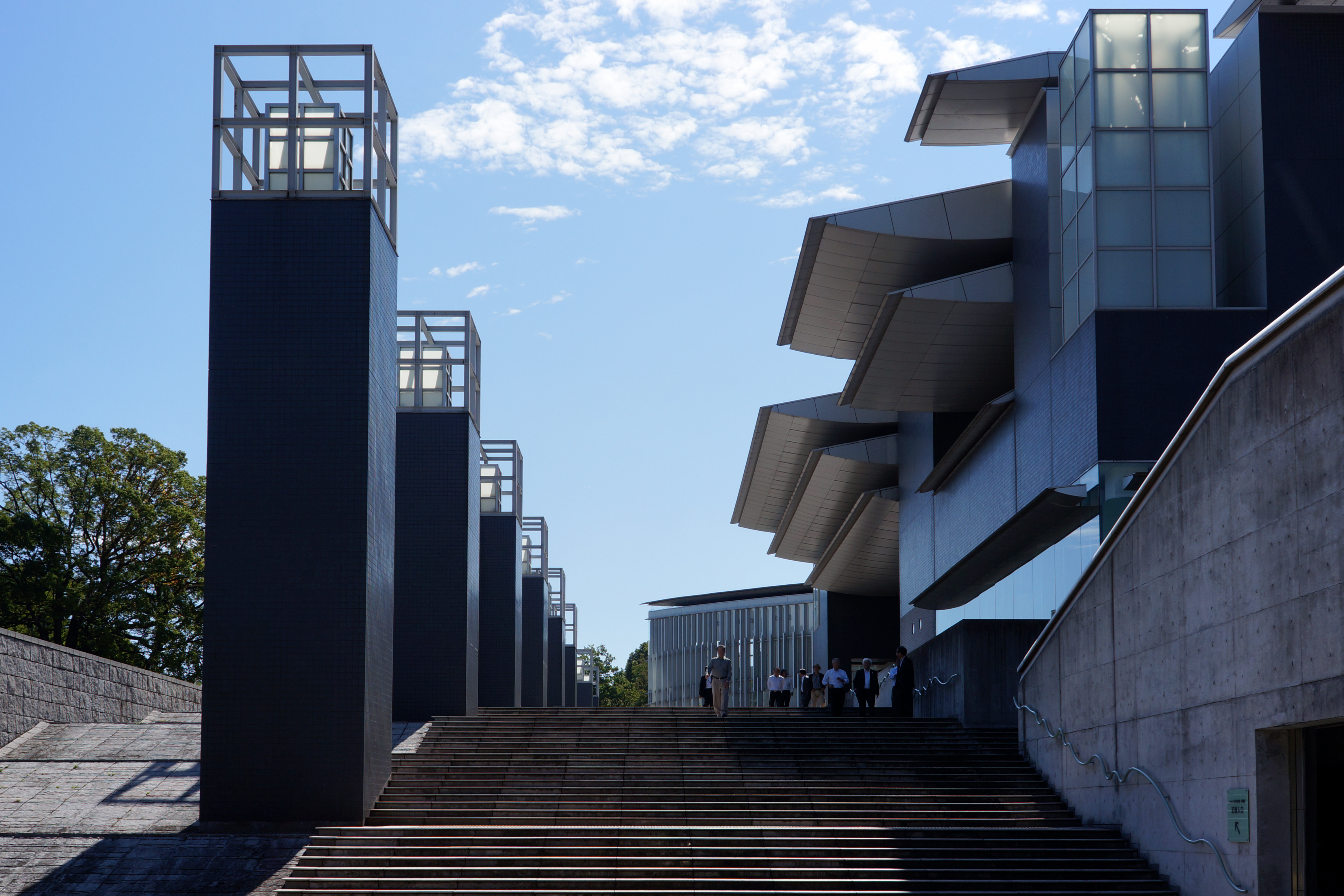
和歌山県立近代美術館

- 和歌山ビッグホエール - 8500名収容の多目的アリーナ
- 和歌山ビッグ愛 - 大ホール・展示ホール・ホテル
- 万葉館

### 運動施設
- 和歌山ビッグウエーブ - 武道・体育センター
- 和歌山市民球場
- 紀三井寺公園
- 紀三井寺球場
- 紀三井寺陸上競技場
- 和歌山競輪場
- 和歌山市立松下体育館

## 対外関係

### 姉妹都市・提携都市

#### 海外
姉妹都市
- ベーカーズフィールド（アメリカ合衆国 カリフォルニア州）
  - 1961年（昭和36年）7月14日提携
- リッチモンド（カナダ ブリティッシュコロンビア州）
  - 1973年（昭和48年）3月31日提携
- 済南市（中華人民共和国 山東省）
  - 1983年（昭和58年）1月14日提携
- 済州市 （大韓民国 済州道）
  - 1987年（昭和62年）11月12日提携

## 経済

### 第一次産業
農業、漁業といった第一次産業も盛んである。

#### 農業
農業では稲作のほか、野菜栽培が行われている。全国屈指の生産量を誇る名産にショウガがある。中でも新生姜が有名で、河西地区、布引地区、小豆島地区で作られている。ハウス栽培が主流であり、産地ごとに出荷時期をずらし、出荷期間を長くする戦略をとっている。これらは大都市圏に出荷されているほか、近年はジンジャーエール、アイスクリーム、ジャムなどの特産品開発も進んでいる。そのほか、布引ダイコンとして知られるダイコン、ハクサイ、キャベツ、ピーマンなどの生産量も多い。

#### 漁業

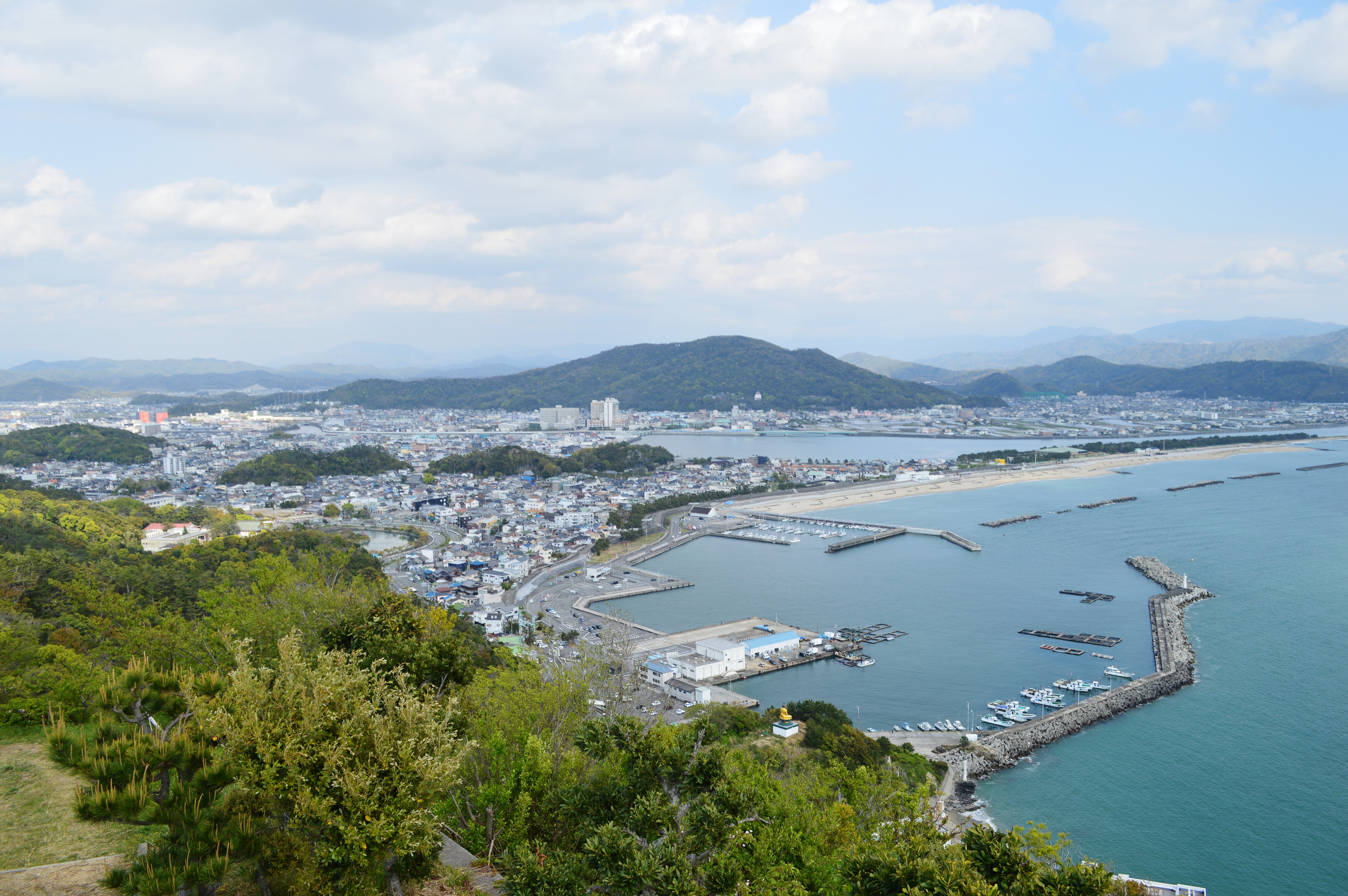
和歌浦

漁業は市北部の加太漁港と市南部の和歌浦、雑賀崎漁港が中心となっており、前者はタコやタイ、後者はシラスやハモ、クマエビ（アシアカエビ）などが水揚げされている。

### 第二次産業
南部の三葛と紀三井寺を中心とするニット産業は日本一で、丸編みニットは和歌山県が全国シェアの37%を占める。

#### 工業
主な工場
- 日本製鉄
  - 関西製鉄所和歌山地区
- 花王
  - 和歌山工場
- 三菱電機
  - 冷熱システム製作所
- 紀州技研工業
  - 和歌山本社工場

### 第三次産業
近年、郊外化など消費変化による経済力の衰えと、大阪都市圏への交通網の整備などによるストロー現象による人口減少が大きな問題となっている。平成23年度の市の事業として、道路網の充実の他、経済・雇用情勢への対応として企業や起業家の誘致（ふるさと起業）、廃校になった学校を利用するなどして医療系や教育・保育系の大学、短大を新たに4校誘致。するなど、減少した人口の回帰や経済復興索を打ち出している。

#### 商業

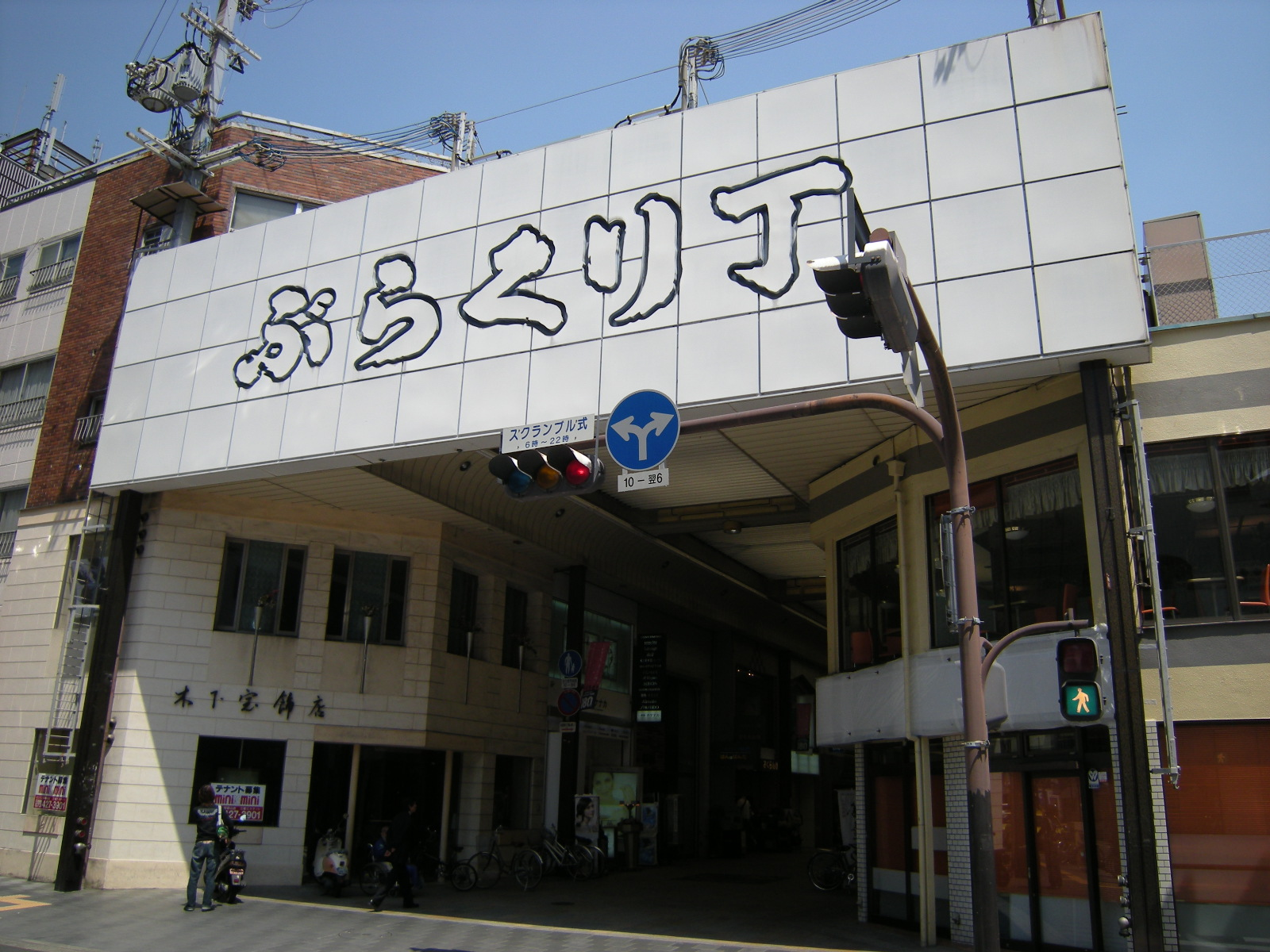
ぶらくり丁商店街

市内消費経済として、和歌山市中心部に位置し、かつて泉南地方からも購買層を持っていたぶらくり丁商店街は、地元老舗百貨店「丸正」が自己破産となり、大丸、ビブレなど集客力の高い店舗が相次いで閉店。さらに、大阪都市圏への交通網の整備などによるストロー現象に加え、市内においては郊外型大型ショッピングセンター（主にオークワ系）の相次ぐ出店により、郊外化など人の流れに大きな変化が起き、いわゆるシャッター通りと化している。ぶらくり丁には2005年10月、大手量販店ドン・キホーテを、2007年11月には旧丸正跡地に複合施設「フォルテワジマ」を開設するなど、市は構造改革特別区域法を利用して規制緩和、人の流れの回帰に努めている。

### 本社を置く企業
建設業
- 阪和ホールディングス

製造業
- 島精機製作所
- スガイ化学工業
- ノーリツ・プレシジョン
- 田端酒造
- 駿河屋
- 太洋テクノレックス
- 東洋精米機製作所

運輸・情報通信業
- 南海フェリー
- 和歌山電鐵
- 和歌山バス
- ASA

商業
- オークワ
- 松源

金融機関
- 紀陽銀行 - 紀陽ホールディングス
- きのくに信用金庫
- 和歌山県医師信用組合
- 和歌山県信用農業協同組合連合会（JAバンク和歌山）
- わかやま農業協同組合（JAわかやま）

## 情報・通信

### マスメディア

#### 新聞社
- 和歌山新報
- ニュース和歌山
- 紀伊民報和歌山支局（本社は田辺市）
- 朝日新聞和歌山総局
- 毎日新聞和歌山支局
- 読売新聞和歌山支局
- 産経新聞和歌山支局
- 日本経済新聞和歌山支局
※かつては中日新聞も和歌山支局を置いていた。

#### 放送局
テレビ局
- テレビ和歌山
- NHK和歌山放送局

この他に近畿広域圏のテレビ放送が受信できる。
ラジオ局
- 和歌山放送（AMラジオ局）
- エフエム和歌山（コミュニティFM局）

## 教育

### 大学
国立
- 和歌山大学
- 東京大学生産技術研究所川添研究室加太分室地域ラボ[19]

県立
- 和歌山県立医科大学

私立
- 和歌山信愛大学
- 和歌山リハビリテーション専門職大学
- 東京医療保健大学（和歌山看護学部）
- 宝塚医療大学（和歌山保健医療学部）

### 短期大学
私立
- 和歌山信愛短期大学

### 高等学校
県立
- 和歌山県立星林高等学校
- 和歌山県立きのくに青雲高等学校（定時制、通信制）
- 和歌山県立桐蔭高等学校
- 和歌山県立和歌山北高等学校北校舎
- 和歌山県立和歌山北高等学校西校舎
- 和歌山県立和歌山東高等学校
- 和歌山県立和歌山高等学校
- 和歌山県立和歌山工業高等学校
- 和歌山県立和歌山商業高等学校
- 和歌山県立向陽高等学校

市立
- 和歌山市立和歌山高等学校

私立
- 開智高等学校
- 近畿大学附属和歌山高等学校
- 智辯学園和歌山高等学校
- 和歌山信愛高等学校

### 義務教育学校
- 和歌山市立伏虎義務教育学校

### 中学校
国立
- 和歌山大学教育学部附属中学校

県立
- 和歌山県立向陽中学校
- 和歌山県立桐蔭中学校

市立
- 和歌山市立有功中学校
- 和歌山市立河西中学校
- 和歌山市立加太中学校
- 和歌山市立河北中学校
- 和歌山市立紀伊中学校
- 和歌山市立貴志中学校
- 和歌山市立紀之川中学校
- 和歌山市立楠見中学校
- 和歌山市立城東中学校
- 和歌山市立西和中学校
- 和歌山市立高積中学校
- 和歌山市立東和中学校
- 和歌山市立西浜中学校
- 和歌山市立西脇中学校
- 和歌山市立日進中学校
- 和歌山市立東中学校
- 和歌山市立明和中学校

私立
- 和歌山信愛中学校
- 開智中学校
- 近畿大学附属和歌山中学校
- 智辯学園和歌山中学校

### 小学校
国立
- 和歌山大学教育学部附属小学校

私立
- 智辯学園和歌山小学校

市立
| - 和歌山市立芦原小学校 - 和歌山市立有功東小学校 - 和歌山市立有功小学校 - 和歌山市立今福小学校 - 和歌山市立太田小学校 - 和歌山市立岡崎小学校 - 和歌山市立小倉小学校 - 和歌山市立加太小学校 - 和歌山市立川永小学校 - 和歌山市立紀伊小学校 - 和歌山市立紀伊小学校小豆島分校 | - 和歌山市立貴志小学校 - 和歌山市立貴志南小学校 - 和歌山市立木本小学校 - 和歌山市立楠見小学校 - 和歌山市立楠見西小学校 - 和歌山市立楠見東小学校 - 和歌山市立雑賀小学校 - 和歌山市立雑賀崎小学校 - 和歌山市立三田小学校 - 和歌山市立山東小学校 | - 和歌山市立四箇郷小学校 - 和歌山市立四箇郷北小学校 - 和歌山市立新南小学校 - 和歌山市立砂山小学校 - 和歌山市立高松小学校 - 和歌山市立中之島小学校 - 和歌山市立名草小学校 - 和歌山市立鳴滝小学校 - 和歌山市立西脇小学校 - 和歌山市立宮小学校 - 和歌山市立宮北小学校 - 和歌山市立大新小学校 |

### 特別支援学校
国立
- 和歌山大学教育学部附属特別支援学校

県立
- 和歌山県立和歌山盲学校
- 和歌山県立和歌山ろう学校
- 和歌山県立紀北支援学校
- 和歌山県立紀伊コスモス支援学校
- 和歌山県立和歌山さくら支援学校

### インターナショナルスクール
- 和歌山朝鮮初中級学校

## 交通

### 鉄道

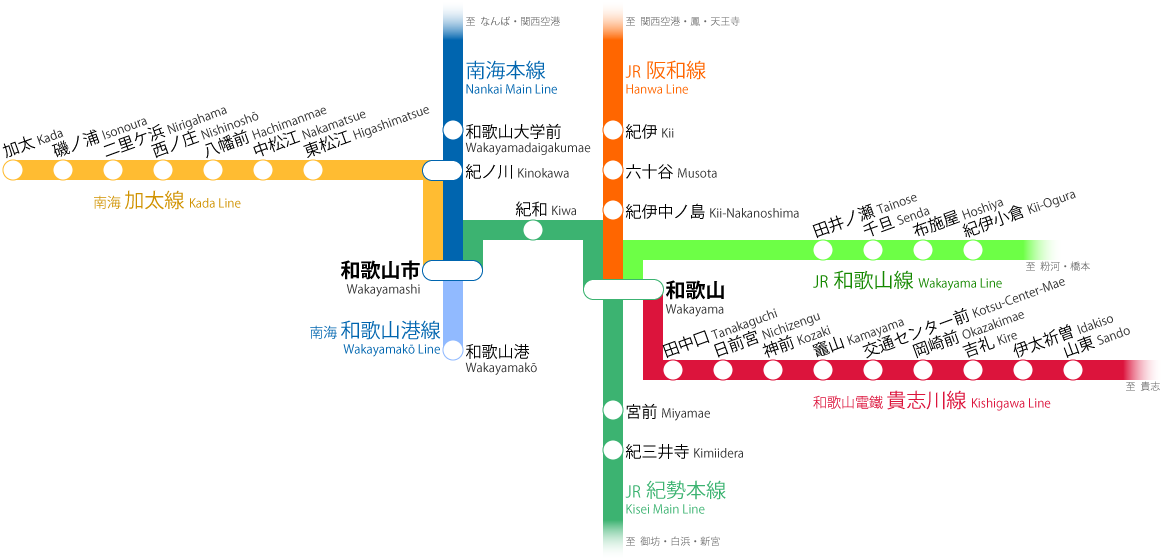
和歌山市内の鉄道網

市内のターミナル駅としてはJR西日本の和歌山駅と南海電鉄の和歌山市駅がある。しかし、行政機関や金融機関、商店などが集積する和歌山城や本町通りの周辺へは、いずれの駅からも徒歩10〜30分の距離があり、路線バスが補っている。かつては南海和歌山軌道線（路面電車）が和歌山駅・和歌山市駅から和歌山城付近を通り、国道42号を南下して和歌浦・海南駅まで伸びていたが、1971年（昭和46年）に廃止された。

#### 鉄道路線
西日本旅客鉄道（JR西日本）

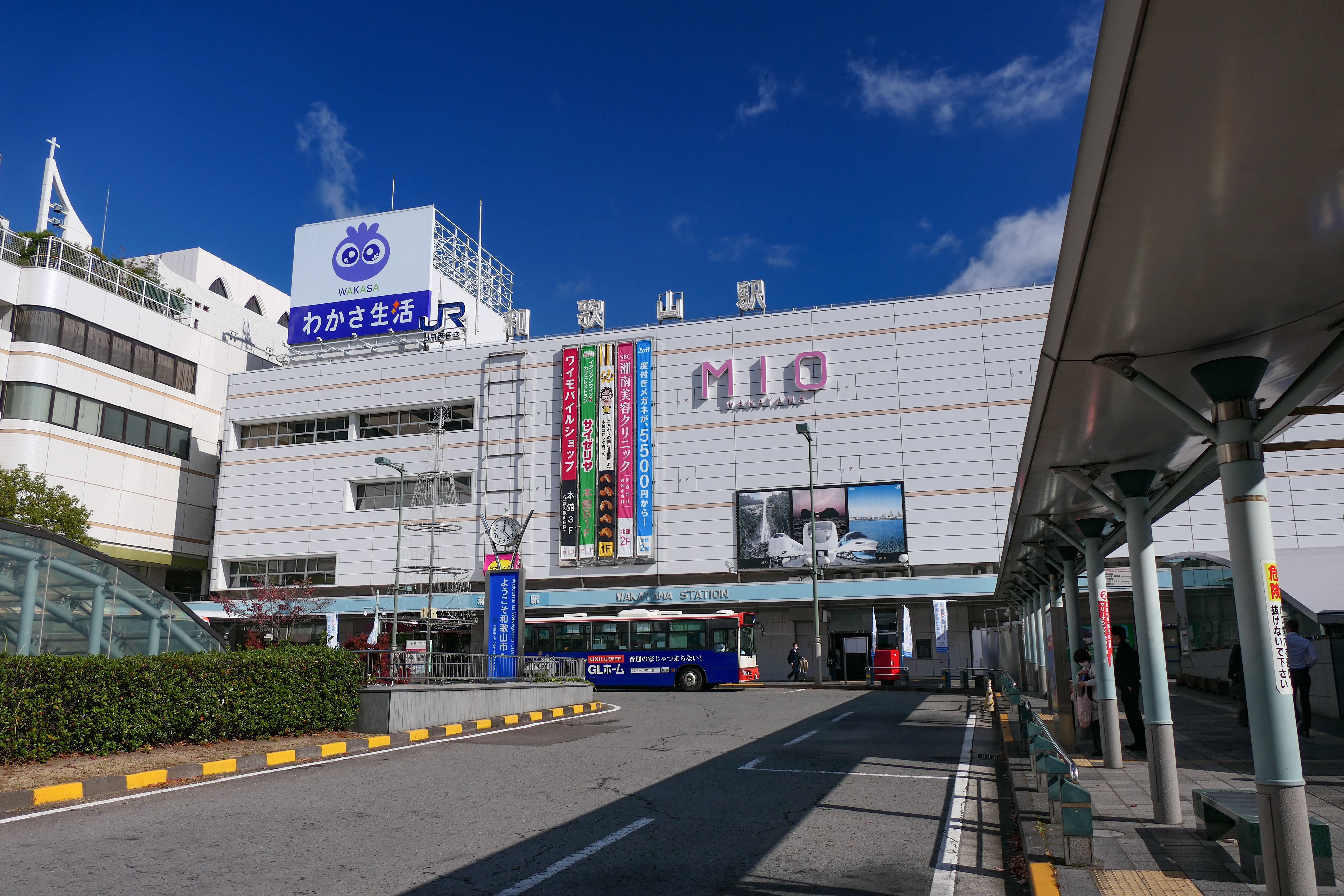
和歌山駅

- 阪和線：（阪南市） - 紀伊駅 - 六十谷駅 - 紀伊中ノ島駅 - 和歌山駅
- 紀勢本線（ きのくに線・和歌山市駅 - 和歌山駅間支線を除く）：和歌山市駅 - 紀和駅 - 和歌山駅 - 宮前駅 - 紀三井寺駅 - （海南市）
- 和歌山線：和歌山駅 - 田井ノ瀬駅 - 千旦駅 - 布施屋駅 - 紀伊小倉駅 - （岩出市）

和歌山電鐵
- 貴志川線（2006年4月1日に、南海電鉄貴志川線を引き継いだ路線）：和歌山駅 - 田中口駅 - 日前宮駅 - 神前駅 - 竈山駅 - 交通センター前駅 - 岡崎前駅 - 吉礼駅 - 伊太祈曽駅 - 山東駅 - （紀の川市）

南海電気鉄道
- 南海本線：（大阪府泉南郡岬町） - 和歌山大学前駅 - 紀ノ川駅 - 和歌山市駅
- 加太線：紀ノ川駅 - 東松江駅 - 中松江駅 - 八幡前駅 - 西ノ庄駅 - 二里ヶ浜駅 - 磯ノ浦駅 - 加太駅（全線市内）
- 和歌山港線：和歌山市駅 - 和歌山港駅（全線市内）

### バス

#### 路線バス
- 和歌山バス

- 和歌山バス那賀

- 有田鉄道

美山線（和歌山市駅前 - 金屋口 - 川原河）
- その他 - かつては御坊南海バスや大十バスも南海和歌山市駅まで乗り入れていたが、いずれも廃線となっている。

#### 地域コミュニティバス
和歌山市では、バス路線の廃止などによる交通不便地域住民の移動手段の確保を図るため、行政主体の運営ではなく、バスを必要とする地域住民が主体となって、計画・運行する乗合バス事業に市が上限を定め支援するバスを、地域コミュニティバスとして走らせている。
|                               | 路線名               | 起点                               | 主な経由バス停                   | 終点                   | キロ程（km） | キロ程（km）   | 所要時間（分） | 運行回数              | 運行回数              | 年間利用者数       | 運賃      |
| 往路                          | 路線名               | 起点                               | 主な経由バス停                   | 終点                   | 復路         | 往路（土休日） | 所要時間（分） | 復路（土休日）        |                       | 年間利用者数       | 運賃      |
| ----------------------------- | -------------------- | ---------------------------------- | -------------------------------- | ---------------------- | ------------ | -------------- | -------------- | --------------------- | --------------------- | ------------------ | --------- |
| 運行中                        | 紀三井寺団地線       | 琴の浦リハビリテーションセンター   | オークワ紀三井寺店, 医大病院     | 紀三井寺駅             | 6.0          | 6.0            | 30             | 5（0）                | 5（0）                | 4,330（令和4年度） | 一律200円 |
| 運行中                        | 有功線               | やまびこ公園                       | 東ニュータウン，オークワ六十谷店 | 六十谷駅               | 6.4          | 6.4            | 29             | 平日・土曜日6 日曜日0 | 平日・土曜日6 日曜日0 |                    | 一律200円 |
| 運行中                        | 木本・西脇線         | 緑ヶ丘                             | 労災病院, 八幡前駅前             | 八幡台                 | 8.4          | 8.4            | 31             | 平日・土曜日6 日曜日0 | 平日・土曜日6 日曜日0 |                    | 一律200円 |
| 実証運行（R3.11.1～R3.12.28） | 湊地区ルート         | 湊文化会館                         | ガーデンパーク                   | 和歌山市駅             | 6.6          | 6.6            | 22             | 6（6）                | 6（6）                |                    | 一律200円 |
| 実証運行（R3.11.1～R3.12.28） | 有功地区ルート       | やまびこ公園                       | 東ニュータウン，オークワ六十谷店 | 六十谷駅               | 6.4          | 6.4            | 29             | 8（8）                | 8（8）                |                    | 一律200円 |
| 実証運行（R3.11.1～R3.12.28） | 木本地区ルート       | 緑ヶ丘                             | 労災病院                         | 八幡前駅前             | 4.6          | 4.6            | 21             | 6（6）                | 6（6）                |                    | 一律200円 |
| 実証運行（R4.11.1～R5.2.28）  | 湊地区ルート         | 湊文化会館                         | ガーデンパーク                   | 和歌山市駅             |              |                |                |                       |                       |                    |           |
| 実証運行（R4.11.1～R5.2.28）  | 有功地区ルート       | やまびこ公園                       | オークワ六十谷店                 | 六十谷駅               |              |                |                |                       |                       |                    |           |
| 実証運行（R4.11.1～R5.2.28）  | 木本・西脇地区ルート | 緑ヶ丘                             | 労災病院                         | 八幡台                 |              |                |                |                       |                       |                    |           |
| 実証運行（R4.11.1～R5.2.28）  | 安原地区ルート       | 東部コミュニティセンター           | 岡崎駅前                         | スーパー松源内原店     |              |                |                |                       |                       |                    |           |
| 実証運行（R4.11.1～R5.2.28）  | 川永地区ルート       | スーパーセンターイズミヤ紀伊川辺店 | 川永団地                         | 紀伊駅西ローソン弘西店 |              |                |                |                       |                       |                    |           |
| 実証運行（R4.11.1～R5.2.28）  | 四箇郷地区ルート     | シカゴテラス                       | 生協病院                         | 和歌山市駅             |              |                |                |                       |                       |                    |           |
| 実証運行（R4.11.1～R5.2.28）  | 四箇郷地区ルート     | シカゴテラス                       | 生協病院                         | 和歌山駅               |              |                |                |                       |                       |                    |           |
| 実証運行（R4.11.1～R5.2.28）  | 四箇郷地区ルート     | シカゴテラス                       | スーパーエバーグリーン四ヶ郷店   | シカゴテラス           |              |                |                |                       |                       |                    |           |
| 実証運行（R4.11.1～R5.2.28）  | 紀三井寺地区ルート   | オークワ紀三井寺店                 | 医大病院                         | 紀三井寺駅             |              |                |                |                       |                       |                    |           |

#### デマンド型乗合タクシー
和歌山市では、交通不便地域の中でも、人口密度が低いため需要が少なく、地域バスが運行できない地域の住民が最寄りの駅やバス停まで移動するため、セダン型やワゴン型の一般のタクシー車両を利用して、運行ルート、停留所設置場所、運賃、ダイヤを設定し、利用者からの予約があった場合にのみ運行する予約型乗合タクシーを運行している。
|                                 | 路線名                         | 系統名             | 起点                 | 主な経由バス停     | 終点           | 片道キロ程（km） | 所要時間（分） | 運行回数（土休日） | 年間利用者数 |
| ------------------------------- | ------------------------------ | ------------------ | -------------------- | ------------------ | -------------- | ---------------- | -------------- | ------------------ | ------------ |
| 運行中                          | 加太地区デマンド型乗合タクシー | 大川系統           | 大川                 | 加太駅             | 松源前         | 8.75             | 26             | 4（4）             | 7            |
| 運行中                          | 加太地区デマンド型乗合タクシー | 淡嶋神社系統       | 淡嶋神社             | 加太駅             | 松源前         | 5.4              | 23             | 4（4）             | 152          |
| 運行中                          | 加太地区デマンド型乗合タクシー | サニータウン系統   | サニータウン自治会館 | 加太駅             | 松源前         | 6.0              | 22             | 4（4）             | 136          |
| 実証運行（H30.9.5～H30.9.24）   | 小倉地区デマンド型乗合タクシー | 上三毛自治会館系統 | 上三毛自治会館       | 紀伊小倉駅         | 辻岡医院       |                  | 22             | 4（4）             | 9            |
| 実証運行（H30.9.5～H30.9.24）   | 小倉地区デマンド型乗合タクシー | 勝宝台系統         | 勝宝台               | 紀伊小倉駅         | 辻岡医院       |                  | 34             | 4（4）             | 9            |
| 実証運行（H30.9.5～H30.9.24）   | 小倉地区デマンド型乗合タクシー | 金谷自治会館系統   | 金谷自治会館         | 辻岡医院           | 紀伊小倉駅     |                  | 23             | 4（4）             | 9            |
| 実証運行（H30.9.27～H30.10.16） | 湊地区デマンド型乗合タクシー   |                    | 鹿島建設前           | 湊公園             | ガーデンパーク |                  | 12             | 4（4）             | 18           |
| 実証運行（H30.10.19～H30.11.7） | 和佐地区デマンド型乗合タクシー | 禰宜自治会館系統   | 禰宜自治会館         | 赤十字血液センター | 布施屋駅       |                  | 26             | 4（4）             | 11           |
| 実証運行（H30.10.19～H30.11.7） | 和佐地区デマンド型乗合タクシー | 下和佐自治会館系統 | 下和佐自治会館       | 赤十字血液センター | 布施屋駅       |                  | 28             | 4（4）             | 11           |

### 道路

#### 高速道路
- [E26]/[E42] 阪和自動車道 :　- （大阪（松原）方面） - (20-1) 和歌山JCT（大阪方面） - (SA) 紀ノ川SA - (20-1) 和歌山JCT（和歌山方面） - (20-2) 和歌山北IC（大阪方面のハーフ） - (21) 和歌山IC - (21-1) 和歌山南SIC - （田辺方面）
- [E24] 京奈和自動車道 :　- （京都方面）- (20-1) 和歌山JCT ※京奈和は無料区間であるが、和歌山JCTを利用すると阪和道の通行料が必要。
- 紀淡連絡道路構想

#### 国道
- 国道24号（指定区間）
  - 和歌山バイパス（バイパス区間）
- 国道26号（指定区間）
  - 第二阪和国道 （バイパス区間）　- （大阪方面） - 平井ランプ - 大谷ランプ - 粟ランプ - （紀の国大橋） - 元寺町五丁目交差点付近（国道24号に平面接続）
- 国道42号（指定区間）

#### 県道
主要地方道
| - 和歌山県道7号粉河加太線 - 和歌山県道9号岩出海南線 - 和歌山県道13号和歌山橋本線 - 和歌山県道14号和歌山打田線 - 和歌山県道15号新和歌浦梅原線 | - 和歌山県道16号和歌山港線 - 和歌山県道17号和歌山停車場線 - 和歌山県道64号和歌山貝塚線 - 和歌山県道65号岬加太港線 |

一般県道
| - 和歌山県道134号小豆島岩出線 - 和歌山県道135号和歌山海南線 - 和歌山県道136号秋月海南線 - 和歌山県道137号三田海南線 - 和歌山県道138号和歌山野上線 - 和歌山県道139号小豆島船所線 - 和歌山県道140号善明寺北島線 - 和歌山県道141号有功天王線 - 和歌山県道142号三田三葛線 - 和歌山県道143号井ノ口秋月線 | - 和歌山県道144号岩橋栗栖線 - 和歌山県道145号鳴神木広線 - 和歌山県道146号西脇梅原線 - 和歌山県道147号八軒家鳴神線 - 和歌山県道148号和歌山港北島線 - 和歌山県道149号紀伊停車場田井ノ瀬線 - 和歌山県道150号紀ノ川停車場平井線 - 和歌山県道151号新和歌浦線 - 和歌山県道152号紀ノ川停車場線 - 和歌山県道153号紀和停車場線 | - 和歌山県道154号紀三井寺線 - 和歌山県道155号紀三井寺停車場線 - 和歌山県道156号加太停車場線 - 和歌山県道157号山東停車場線 - 和歌山県道158号布施屋停車場線 - 和歌山県道160号沖野々森小手穂線 - 和歌山県道161号小野田内原線 - 和歌山県道751号木ノ本岬線 - 和歌山県道752号和歌山阪南線 |

#### 主な通り
中心市街地（南北方向）
- 本町通り
- 築地通り
- 屋形通り
- 中央通り（国道42号の一部と国道24号の一部（国道26号の重複区間））
- 国体道路（県道135号和歌山海南線の一部を含む）
- 大新通り（県道153号紀和停車場線の一部）
- 大浦街道（県道15号新和歌浦梅原線の一部を含む）
- 塩屋街道
- 柳通り（国道24号の地蔵の辻交差点と県道135号及び県道138号の交差点との間を南北に伸びる通り）

中心市街地（東西方向）
- けやき大通り（県道17号和歌山停車場線と和歌山県道752号和歌山阪南線の一部）
- 三年坂通り（県道16号和歌山港線と県道138号和歌山野上線の一部）
- 北大通り（県道15号新和歌浦梅原線の一部と国道24号の一部を含む）
- 城北通り
- 寺町通り
- 堀端通り

その他
- 海岸通り
- 大和街道
- 熊野街道
- 紀州街道
- 上淡路街道

### 航路

#### 港湾
- 和歌山港

#### 船舶
- 南海フェリー：和歌山港 - 徳島港（沖洲）
- 友ヶ島汽船：加太港 - 友ヶ島

## 観光
主な観光地として和歌浦や徳川吉宗など紀伊徳川家で知られる和歌山城がある。和歌山市の売り込みの強化・ゆるキャラといったキャラクター展開など、観光面は平成23年度の和歌山市の3大中心事業として対外アピールを行っている。

### 名所・旧跡

#### 史跡
- 和歌山城 - 国の史跡、城郭内の西之丸庭園は国の名勝
- 養翠園 - 国の名勝
- 番所庭園
- 太田城 (紀伊国)
- 中野城 (紀伊国)
- 雑賀城
- 玉津島砦
- 岩橋千塚古墳群（特別史跡）

#### 寺院

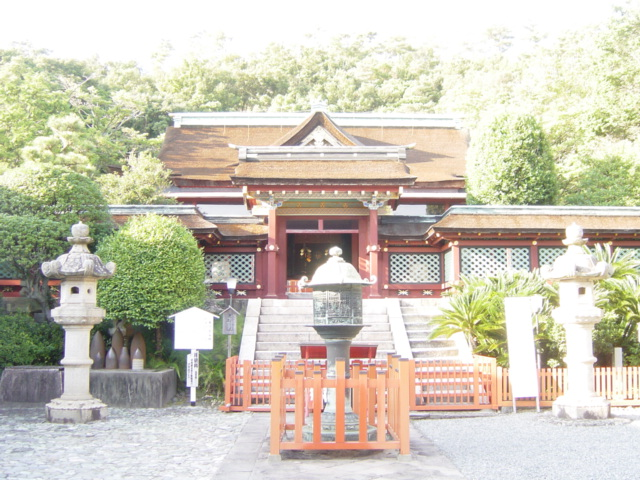
紀州東照宮

- 紀州東照宮紀三井寺 - 西国三十三番観音霊場第2番霊場
- 総持寺
- 本願寺鷺森別院
- 海禅院
- 無量光寺 - 首大仏の寺

#### 神社
- 淡嶋神社 - 全国の淡嶋神社の総本社

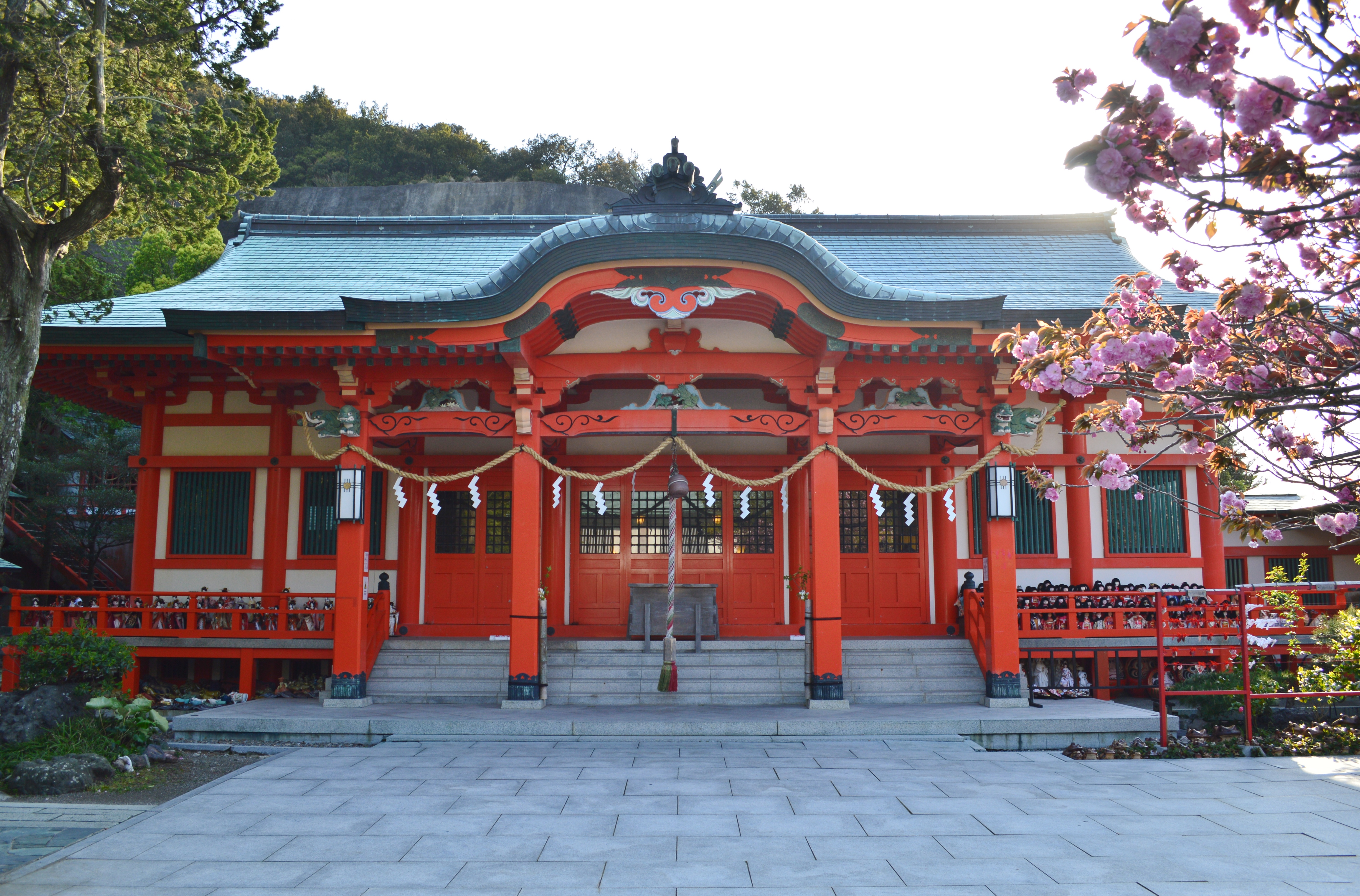
淡嶋神社

- 紀州東照宮 - 楼門、拝殿、本殿など主要建造物7棟が国の重要文化財。
- 和歌浦天満宮 - 楼門、本殿など4棟が国の重要文化財。
- 玉津島神社
- 日前神宮・國懸神宮
- 竈山神社
- 伊太祁󠄀曽神社
- 塩竈神社
- 矢宮神社
- 加太春日神社 - 本殿が国の重要文化財。
- 府守神社 - 紀伊国総社

### 観光スポット

#### 自然景勝地
- 和歌浦
  - 雑賀崎
  - 新和歌浦
  - 片男波海岸
- 加太
  - 友ヶ島

#### レジャー

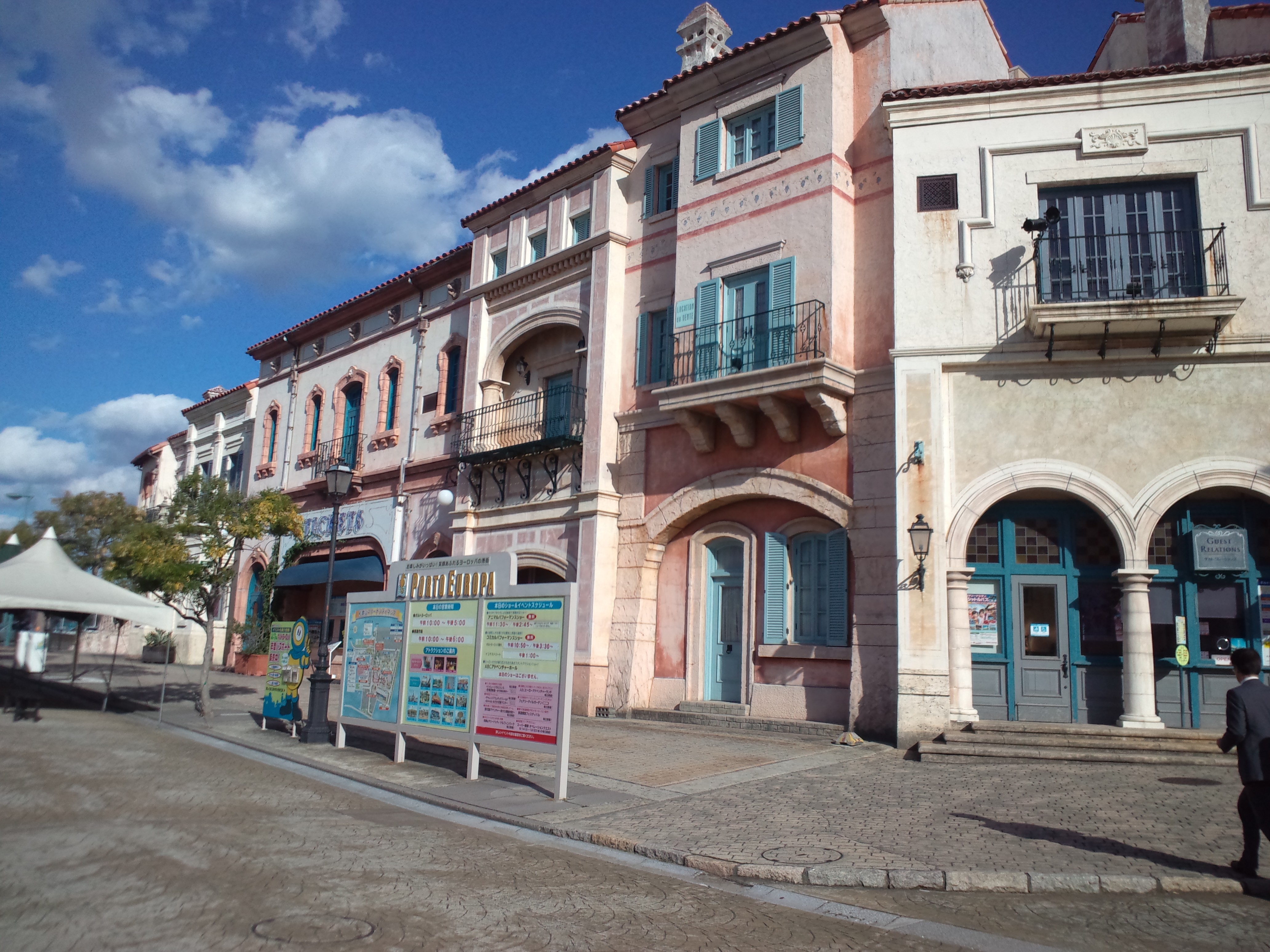
和歌山マリーナシティ
（ポルトヨーロッパ）

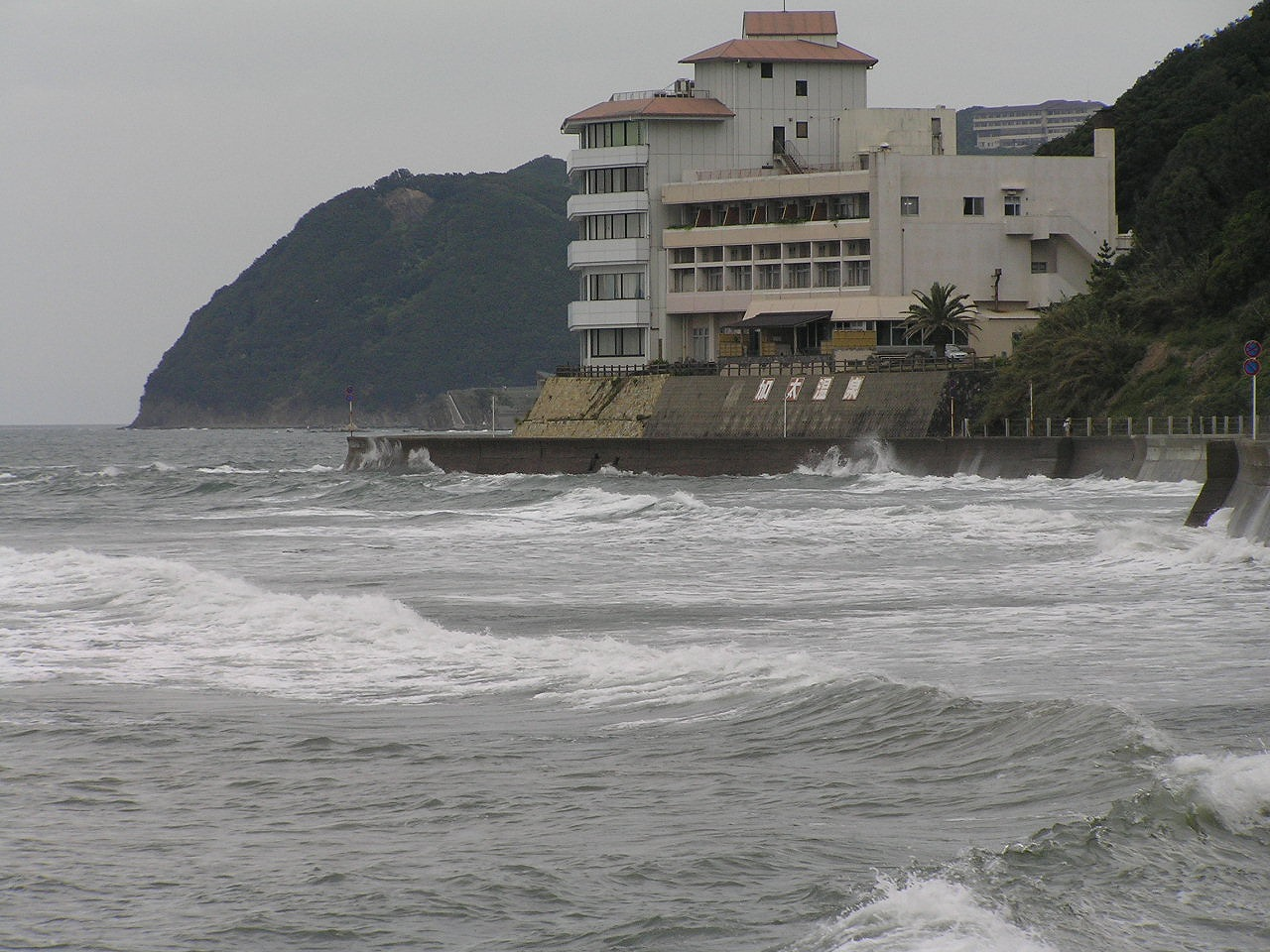
加太淡嶋温泉

- 和歌山マリーナシティ
- 磯ノ浦
- 花山温泉
- 加太淡嶋温泉
- 紀州黒潮温泉

## 文化・名物

### 祭事・催事
- 雛流し神事（淡嶋神社）
  - 毎年3月3日
- 和歌祭
- 和歌山港まつり花火大会
- 紀州おどり ぶんだら節
- おどるんや〜紀州よさこい祭り〜

### スポーツ

#### 野球
- 紀州レンジャーズ（関西独立リーグ (初代)） - 2013年限りで活動休止。紀三井寺球場を本拠地としていた。
- 住友金属野球団（日本野球連盟） - 社会人野球の企業チーム。1999年限りで解散。

#### サッカー
- アルテリーヴォ和歌山（関西サッカーリーグ） - Jリーグ加盟を目指すクラブの1つ。

## 出身関連著名人

### 出身著名人
芸能
- 大河内美紗 - SDN48の元・メンバー
- 岡本玲 - 女優、タレント
- 桂枝曾丸 - 落語家
- 小西克幸[24] - 声優
- SABU - 映画監督、俳優
- 塩﨑太智 - M!LKのメンバー
- 清水理子 - 虹のコンキスタドールメンバー
- 橘公子 - 女優
- 根岸可蓮 - たこやきレインボーメンバー
- HIRO（安田大サーカス） - お笑い芸人・元力士
- 本谷紗己 - モデル
- 山崎海童 - 俳優
- RIKIYA - 俳優

ミュージシャン
- 田川寿美 - 演歌歌手
- 玉置成実 - 歌手
- 西司 - シンガーソングライター・作曲家・編曲家・ミュージシャン・音楽家
- hyde（L'Arc〜en〜Ciel） - ロックミュージシャン
- 原田波人 - 演歌歌手
- 及川眠子 - 作詞家
- 澤和樹 - バイオリニスト
- 杉谷昭子 - ピアニスト
- 木乃下真市（木下伸市） - 津軽三味線奏者
- Nazuki - サックス奏者

作家・画家
- 東隆明 - 作家、俳優
- 有吉佐和子 - 小説家
- 飯沢匡 - 劇作家
- 逸見享 - 版画家、装幀家
- 榎本虎彦 - 劇作家
- 神坂次郎 - 小説家
- 川端龍子 - 日本画家、和歌山市名誉市民[25]
- 啄木鳥しんき - 漫画家
- 下村観山 - 日本画家
- 杉村楚人冠 - 文筆家
- 津本陽 - 小説家
- 道浦母都子 - 歌人
- 田村由美 - 漫画家
- 田中恭吉 - 版画家
- 三輪修平 - 漫画家
- さいとう・たかを - 漫画家

スポーツ選手
- 相生枩五郎 - 元大相撲力士、関脇
- 高ノ山三郎 - 元大相撲力士
- 虎伏山義幸 - 元大相撲力士
- 小久保裕紀 - 元プロ野球選手
- 真田重蔵 - 元プロ野球選手
- 正田耕三 - 元プロ野球選手
- 嶋清一 - 元プロ野球選手
- 松井優典 - 元プロ野球選手
- 竹本雄利 - プロボクサー
- 玉置隆 - 社会人野球選手、元プロ野球選手、歌手・玉置成実の従兄
- 寺下太基 - プロバスケットボール選手（埼玉ブロンコス所属）
- 中谷仁 - 元プロ野球選手
- 西口文也 - 元プロ野球選手
- 西田真二 - 野球解説者
- 西本幸雄 - 元プロ野球監督
- 布居寛幸 - 競輪選手
- 藤田平 - 元プロ野球監督
- 前田忠節 - 元プロ野球選手
- 横田久則 - 元プロ野球選手
- 吉見祐治 - 元プロ野球選手
- 渡辺健太 - プロサッカー選手（福島ユナイテッドFC所属）
- 竿本樹生 - 総合格闘家

政治家
- 中西啓介 - 保守党元衆議院議員、元参議院議員、元防衛庁長官
- 陸奥宗光 - 外交官、衆議院議員、元外務大臣
- 宮本岳志 - 日本共産党元衆議院議員、元参議院議員
- 関佳哉 - 元和歌山市議会議員
- 野村吉三郎 - 参議院議員、外交官、海軍軍人
- 岸本周平 - 和歌山県知事、元国民民主党衆議院議員
- 山本大地 - 自由民主党衆議院議員、前和歌山市議会議員

実業家
- 奥田耕己 - トランスコスモス創業者
- 島正博 - 島精機製作所創業者
- 杉山金太郎 - 豊年製油（現在のJ-オイルミルズの前身の一つ）社長・会長
- 西本貫一 - ノーリツ鋼機創業者
- 松下幸之助 - パナソニック創業者、和歌山市名誉市民[25]
- 山葉寅楠 - ヤマハ株式会社創業者

放送
- 岩崎千明 - フリーアナウンサー
- 黒沢良 - ナレーター・声優
- 関知子 - 宮崎放送アナウンサー

学者
- 竹中平蔵 - 経済学者、慶應義塾大学名誉教授、政治家、元国務大臣
- 南方熊楠 - 学者
- 三宅米吉 - 歴史学者、考古学者、東京高等師範学校校長
- 井上吉之 - 農学者、東京農工大学学長、鳥取大学学長、東亜大学学長
- 山本博資 - 工学者、東京大学名誉教授

医師
- 島薗順次郎 - 医師、東京帝国大学医学部附属医院長

法律家
- 根來泰周 - 元公正取引委員会委員長、前日本野球機構コミッショナー

映画評論家
- 森直人 - 映画評論家

その他の文化人
- 神崎健二 - 将棋棋士
- 牧野光則 - 将棋棋士

歴史上の人物
- 鈴木孫一 - 雑賀衆の頭領
- 徳川吉宗 - 和歌山藩第5代藩主、江戸幕府第8代将軍
- 徳川光貞 - 和歌山藩の第2代藩主。江戸幕府第8代将軍徳川吉宗の実父

その他
- 小舟潮 - 和歌山市が舞台の漫画・アニメ「サマータイムレンダ」のヒロイン[26]

## 和歌山市を舞台とした作品
- 『鉄道唱歌第五集 関西・参宮・南海篇』（1900年11月）
  - 49.親のめぐみの粉河より 又乗る汽車は紀和の線 船戸田井の瀬うちすぎて 和歌山みえし嬉しさよ
  - 50.紀の川口の和歌山は 南海一の都会にて 宮は日前国懸（ひのくまくにかかす） 旅の心の名草山
  - 51.紀三井寺より見わたせば 和歌の浦波しづかにて こぎゆく海士（あま）の釣船は うかぶ木の葉か笹の葉か
  - 52.芦辺のあしの夕風に 散り来る露の玉津島 苫が島には灯台の 光ぞ夜は美しき
  - 53.蜜柑のいづる有田村 鐘の名ひびく道成寺 紀州名所は多けれど 道の遠きを如何（いか）にせん
  - 54.みかへる跡に立ちのこる 城の天主の白壁は 茂れる松の木の間（このま）より いつまで吾を送るらん
  - 55.北口いでて走りゆく 南海線の道すがら 窓に親しむ朝風の 深日はここよ夢のまに

大和田建樹は『鉄道唱歌』において歴史・地理的に重要な位置に多く歌詞を割り当てる傾向があり、第五集では伊勢と吉野山・高野山、そしてこの和歌山が該当する（奈良は、『鉄道唱歌』の付録である『奈良めぐり』において歌いこんだ）。なお、この当時は現在の和歌山駅と和歌山市駅は開業しておらず、南海本線の和歌山終点は紀ノ川の北部に設けられた和歌山北口駅（現在の紀ノ川駅）、紀和鉄道（和歌山線の前身）のターミナル駅は（旧）和歌山駅（1968年に紀和駅へ改称）であった。
- 『Dの複合』（1968年7月）

松本清張の小説。市内の淡嶋神社などを舞台とする。
- 『和歌山ブルース』（1968年9月）

古都清乃のヒット曲。市内随一の繁華街であるぶらくり丁などを舞台とする。
- 『サマータイムレンダ』（2018年）

田中靖規の漫画。市内の友ヶ島を舞台とするサスペンス。